# Prosopium
Prosopium ist eine Gattung von Süßwasserfischen aus der Ordnung der Lachsartigen (Salmoniformes).

## Merkmale
Prosopium sind silber- bis silberweißfarbene Lachsfische mit rundem Körperquerschnitt. Ihre kleine Schnauze ist von oben gesehen zusammengerdückt, das Maul unterständig. Zwischen den Nasenlöchern befindet sich ein einzelner Hautlappen. Auf dem ersten Kiemenbogen befinden sich 13 bis 45 kurze, kräftige Kiemenreusendornen, die Kiefer sind unbezahnt. Die Rückenflosse wird von 10 bis 14 Flossenstrahlen gestützt, die Schwanzflosse ist gegabelt. Jungtiere (Parrs) tragen Parr Zeichnung.
Jordan grenzt Prosopium wie folgt von Coregonus ab:

„Supraorbital (Bereich über dem Auge) kurz, breit eiförmig, kappenartig; Präorbital (vor dem Auge, Schnauzenbereich) vergleichsweise kurz und breit; Oberkiefer kurz und eher breit, nicht bis zur Augenlinie reichend; zusätzlicher Knochen (des Oberkiefers) klein, schmal und spitz elliptisch; Maul sehr klein, Schnauze mehr oder weniger vorgestreckt.“

## Systematik und Forschungsgeschichte
Die Gattung Prosopium bildet innerhalb der Familie Lachsfische zusammen mit Coregonus und Stenodus die Unterfamilie Coregoninae.
David Starr Jordan begutachtete 1878 ein Manuskript von James W. Milner zu den Coregoniden und kam zu dem Schluss, dass die Exemplare, auf denen die Durchsicht beruhte, vier gut abgegrenzten Gruppen angehörten von denen mindestens drei als Gattungen oder Untergattungen angesehen werden konnten. Prosopium wird auch Milner zugeordnet, bei dem sich Jordan in seinem Werk auch ausdrücklich bedankt, allerdings taucht Prosopium zum ersten Mal bei Jordan in einem gedruckten Werk auf, so dass Jordan als Autor für Prosopium gilt. Die Abgrenzung von Prosopium zu Coregonus wurde zeitweise nicht bemerkt oder anerkannt, bis Koelz (1929) Prosopium von einer Untergattung zur Gattung erhob. In den Folgejahren wurde Prosopium teilweise weiter als Untergattung angesehen, bis nach Walters (1955) wegen des einzelnen Hautlappens zwischen den Nasenlöchern und der Parr Zeichnung der Jungtiere Prosopium als Gattung etabliert wurde.

## Arten und Verbreitung
Die Gattung umfasst sechs Arten. Drei dieser Arten sind weit verbreitet in Nordamerika, teils auch im Osten Sibiriens, vor allem in Gebirgsflüssen und -seen. Die drei anderen Arten sind Endemiten des Bärensees an der Grenze der US-Bundesstaaten Idaho und Utah.
- Prosopium abyssicola (endemisch im Bärensee)[6]
- Prosopium coulterii – Zwergweißfisch[7]
- Prosopium cylindraceum – Runder Weißfisch[8]
- Prosopium gemmifer (endemisch im Bärensee)[9]
- Prosopium spilonotus (endemisch im Bärensee)[10]
- Prosopium williamsoni – Gebirgsweißfisch[11]